# Compus de douăzeci de octaedre cu libertate de rotație
În geometrie compusul de douăzeci de octaedre cu libertate de rotație este un compus poliedric uniform realizat dintr-un aranjament simetric de 20 de octaedre, considerate ca antiprisme.
Are indicele de compus uniform UC13.

## Construcție
Poate fi construit prin suprapunerea a două copii de Compus de zece octaedre (UC16) și apoi rotirea octaedrelor componente în perechi cu un unghi egal (și opus, într-o pereche) θ.
Când θ = 0 sau θ = 60°, octaedrele coincid în perechi dând două copii suprapuse ale compușilor de zece octaedre UC15 și respectiv UC16. Pentru
{\displaystyle \theta =2\operatorname {arctg} \left({\sqrt {{\frac {1}{3}}\left(13-4{\sqrt {10}}\right)}}\right)\approx 37,76124^{\circ },}
octaedrele din axe de rotație diferite coincid în seturi de câte patru, dând compusul de cinci octaedre. Pentru
{\displaystyle \theta =2\operatorname {arctg} \left({\frac {-4{\sqrt {3}}-2{\sqrt {15}}+{\sqrt {132+60{\sqrt {5}}}}}{4+{\sqrt {2}}+2{\sqrt {5}}+{\sqrt {10}}}}\right)\approx 14,33033^{\circ },}
vârfurile coincid în perechi, rezultând compusul de douăzeci de octaedre (UC14, fără libertate de rotație).

## Mărimi asociate

### Coordonate carteziene
Coordonatele carteziene ale vârfurilor acestui compus sunt toate permutările ciclice ale
{\displaystyle {\begin{aligned}&{\Big (}\pm 2{\sqrt {3}}\sin \theta ,\,\pm (\varphi ^{-1}{\sqrt {2}}+2\varphi \cos \theta ),\,\pm (\varphi {\sqrt {2}}-2\varphi ^{-1}\cos \theta ){\Big )}\\&{\Big (}\pm ({\sqrt {2}}-\varphi ^{2}\cos \theta +\varphi ^{-1}{\sqrt {3}}\sin \theta ),\,\pm ({\sqrt {2}}+(2\varphi -1)\cos \theta +{\sqrt {3}}\sin \theta ),\,\pm ({\sqrt {2}}+\varphi ^{-2}\cos \theta -\varphi {\sqrt {3}}\sin \theta ){\Big )}\\&{\Big (}\pm (\varphi ^{-1}{\sqrt {2}}-\varphi \cos \theta -\varphi {\sqrt {3}}\sin \theta ),\,\pm (\varphi {\sqrt {2}}+\varphi ^{-1}\cos \theta +\varphi ^{-1}{\sqrt {3}}\sin \theta ),\,\pm (3\cos \theta -{\sqrt {3}}\sin \theta ){\Big )}\\&{\Big (}\pm (-\varphi ^{-1}{\sqrt {2}}+\varphi \cos \theta -\varphi {\sqrt {3}}\sin \theta ),\,\pm (\varphi {\sqrt {2}}+\varphi ^{-1}\cos \theta -\varphi ^{-1}{\sqrt {3}}\sin \theta ),\,\pm (3\cos \theta +{\sqrt {3}}\sin \theta ){\Big )}\\&{\Big (}\pm (-{\sqrt {2}}+\varphi ^{2}\cos \theta +\varphi ^{-1}{\sqrt {3}}\sin \theta ),\,\pm ({\sqrt {2}}+(2\varphi -1)\cos \theta -{\sqrt {3}}\sin \theta ),\,\pm ({\sqrt {2}}+\varphi ^{-2}\cos \theta +\varphi {\sqrt {3}}\sin \theta ){\Big )}\end{aligned}}}
unde φ = (1 + √5)/2 este secțiunea de aur.

### Volum
Următoarea formulă pentru volum V este stabilită pentru lungimea laturilor tuturor poligoanelor (care sunt regulate) a:
{\displaystyle V={\frac {20{\sqrt {2}}}{3}}\,a^{3}\approx 9,428090~a^{3}.}

## Imagini
- Compus de douăzeci de octaedre cu libertate de rotație
- Compusul cu θ = 0°
- Compusul cu θ = 5°
- Compusul cu θ = 10°
- Compusul cu θ = 15°
- Compusul cu θ = 20°
- Compusul cu θ = 25°
- Compusul cu θ = 30°
- Compusul cu θ = 35°
- Compusul cu θ = 40°
- Compusul cu θ = 45°
- Compusul cu θ = 50°
- Compusul cu θ = 55°
- Compusul cu θ = 60°